# Santa Cruz del Valle Ameno
Santa Cruz del Valle Ameno ist eine Ortschaft im nördlichen Teil des Departamento La Paz im südamerikanischen Andenstaat Bolivien.

## Lage im Nahraum
Santa Cruz del Valle Ameno liegt in der Provinz Franz Tamayo (früher Caupolicán) und ist die zehntgrößte Siedlung im Cantón Apolo im Municipio Apolo. Die Siedlung liegt auf einer Höhe von 1613 m am Río Tori, und mit der Siedlung Santa Cruz betritt man den Nationalpark Madidi, der bis zur peruanischen Grenze reicht und eine Ausdehnung von insgesamt knapp 19.000 km² hat.

## Geographie
Santa Cruz del Valle Ameno weist im Temperaturverlauf ein sehr ausgeglichenes Klima auf; die Durchschnittstemperatur liegt bei 20,4 °C, die monatlichen Durchschnittstemperaturen schwanken zwischen 21 °C von Oktober bis März und knapp 19 °C im Juni und Juli (siehe Klimadiagramm Apolo). Der Jahresniederschlag liegt im langjährigen Mittel bei 1333 mm, der kurzen Trockenzeit im Juni und Juli mit Monatsniederschlägen unter 35 mm steht eine ausgedehnte Feuchtezeit mit bis zu 200 mm im Dezember und Januar gegenüber.

## Verkehrsnetz
Santa Cruz del Valle Ameno ist auf dem Landwege 440 Straßenkilometer von La Paz aus zu erreichen, der Hauptstadt des gleichnamigen Departamentos.
Von La Paz führt die asphaltierte Nationalstraße Ruta 2 in nordwestlicher Richtung 70 Kilometer bis Huarina, von dort zweigt die asphaltierte Ruta 16 nach Norden ab, die nach 98 Kilometern Escoma erreicht und dann als unbefestigte Piste auf weiteren 250 Kilometern über Charazani nach Apolo führt. Vom Zentrum von Apolo aus führt die Verlängerung der Ruta 16 über drei Kilometer weiter in nördlicher Richtung, es zweigt dann eine Nebenstraße nach Westen ab, verläuft später nach Nordwesten und erreicht nach vier Kilometern Apacheta. Von dort führt die Straße weiter über Vaquería in das dreizehn Kilometer entfernte Santa Cruz del Valle Ameno, und anschließend über Mohima nach Pata.

## Bevölkerung
Die Einwohnerzahl der Ortschaft ist in dem Jahrzehnt zwischen den beiden letzten Volkszählungen um etwa ein Sechstel angestiegen:
| Jahr | Einwohner         | Quelle       |
| ---- | ----------------- | ------------ |
| 1992 | keine Detaildaten | Volkszählung |
| 2001 | 193               | Volkszählung |
| 2012 | 223               | Volkszählung |
| 2024 |                   | Volkszählung |